# Бонтьес ван Бек, Ян
Ян Бонтьес ван Бек (нем. Jan Bontjes van Beek; 18 января 1899 года, Вайле, Дания — 5 сентября 1969 года, Берлин, ФРГ) — немецкий скульптор, художник по керамике, антифашист, член движения Сопротивления во время Второй мировой войны, член организации «Красная капелла».

## Биография
Ян Бонтьес ван Бек родился в семье выходцев из Нидерландов. Окончил начальную и среднюю школы в Юрдингене, в Германии, куда переехали родители. В 1907 году семья получила немецкое гражданство.
После добровольной службы на флоте во время Первой мировой войны провёл несколько месяцев в Фишерхуде и на ферме Баркенхоф в Ворпсведе у друга-художника Генриха Фогелера. В 1920 году женился на танцовщице и художнице Ольге Брелинг, от которой имел двух дочерей, Като и Митье и сына Тима.
В 1921—1922 годах завершил обучение гончарному ремеслу в Унденхеме. Затем поступил в Институт имени Германа Августа Зегера в Берлине, бывший химико-технологический научно-исследовательский центр при Королевской фарфоровой мануфактуре.
С сестрой жены, скульптором Амели Брелинг (1876—1966), в 1922 году открыл керамическую мастерскую в Фишерхуде под Бременом. После нескольких рабочих поездок за границу, в 1932 году, архитектор Фриц Хёгер пригласил его в Фельтен под Берлином и заказал ему керамическое декорирование новой домовой церкви при дворце Гонгенцоллернов в Вильмерсдорфе. В 1933 году он развелся с первой женой Ольгой Брелинг и переехал в Берлин.
В Берлине Ян познакомился со своей второй женой, дизайнером Рахель Марией Вейсбах, дочерью искусствоведа Вернера Вейсбаха, на которой вскоре женился и от которой имел двух дочерей, Дигне и Юлию и двух сыновей, Яна-Барета и Себастьяна. Вместе с ней он открыл керамическую мастерскую в Берлин-Шарлоттенбург, которая в 1943 году была полностью уничтожена при бомбардировке.
Ян был противником нацистского режима. В его доме частыми гостями были друзья-единомышленники, в том числе и члены «Красной капеллы». Осенью 1942 года он был арестован гестапо вместе с дочерью от первого брака, Като. Оба обвинялись в связях с организацией «Красная капелла» и в участии в акциях движения Сопротивления. Имперский военный трибунал приговорил Като к высшей мере наказания, и 5 августа 1943 года в тюрьме Плётцензее в Берлине приговор привели в исполнение. Яна за отсутствием доказательств, после трех месяцев тюрьмы, отпустили. В 1944 году его призвали в действующую армию и отправили солдатом на Восточный фронт. В 1945 году он попал в советский плен.
После Второй мировой войны Ян начал педагогическую деятельность в качестве профессора керамики, а затем как профессор и ректор Академии художеств Берлин-Вайссензее. Из-за попыток регулировать его деятельность со стороны государственных органов в 1950 году он подал в отставку. С 1950 по 1953 годы работал в компании «Keramisches Werk Dr.-Ing. Alfred Ungewiß» в Деме.
В 1953 году уехал из ГДР, и с 1953 по 1960 годы работал директором мастерской Школы искусств и ремёсел в Западном Берлине. В 1966 году он был принят на должность профессора керамики в Высшую школу изящных искусств в Гамбурге, где не только преподавал, но и создавал произведения искусства.
Ян Бонтьес ван Бек умер 5 сентября 1969 года в Берлине и похоронен на Целендорфском лесном кладбище в берлинском районе Целендорф.

### Творческая деятельность
Ян Бонтьес ван Бек был членом Немецкого художественного совета (с 1960), Свободной академии искусств в Гамбурге (с 1963), Академии искусств в Берлине (с 1964), Международной академии керамики в Женеве (с 1965). Он был награждён золотой медалью на Миланской Триеннале (1938), серебряной медалью на III Международной выставке керамики в Праге (1962), Премией департамента по культуре Вольного ганзейского города Гамбурга (1963) и Художественной премией Берлина (1965). Его учениками были Фолькер Эльвангер (р. 1933), Кристин Атмер де Рейг (р. 1935), Барбара Стер (р. 1936), Антье Брюггеман-Бреквольдт (р. 1941).
Главные выставки его работ прошли в Музее Грасси в Лейпциге (1935), Галерее Лестер в Лондоне (1936, вместе с Генри Муром), Галерее Герд Розен в Берлине (1946, групповая выставка), Музее искусств и ремесел в Гамбурге (1964), Академии искусств в Берлине (1978), Музее прикладного искусства (Гера) и дворце Шарлоттенбург (Музей керамики в Берлине) (1999).